# 郭國銓

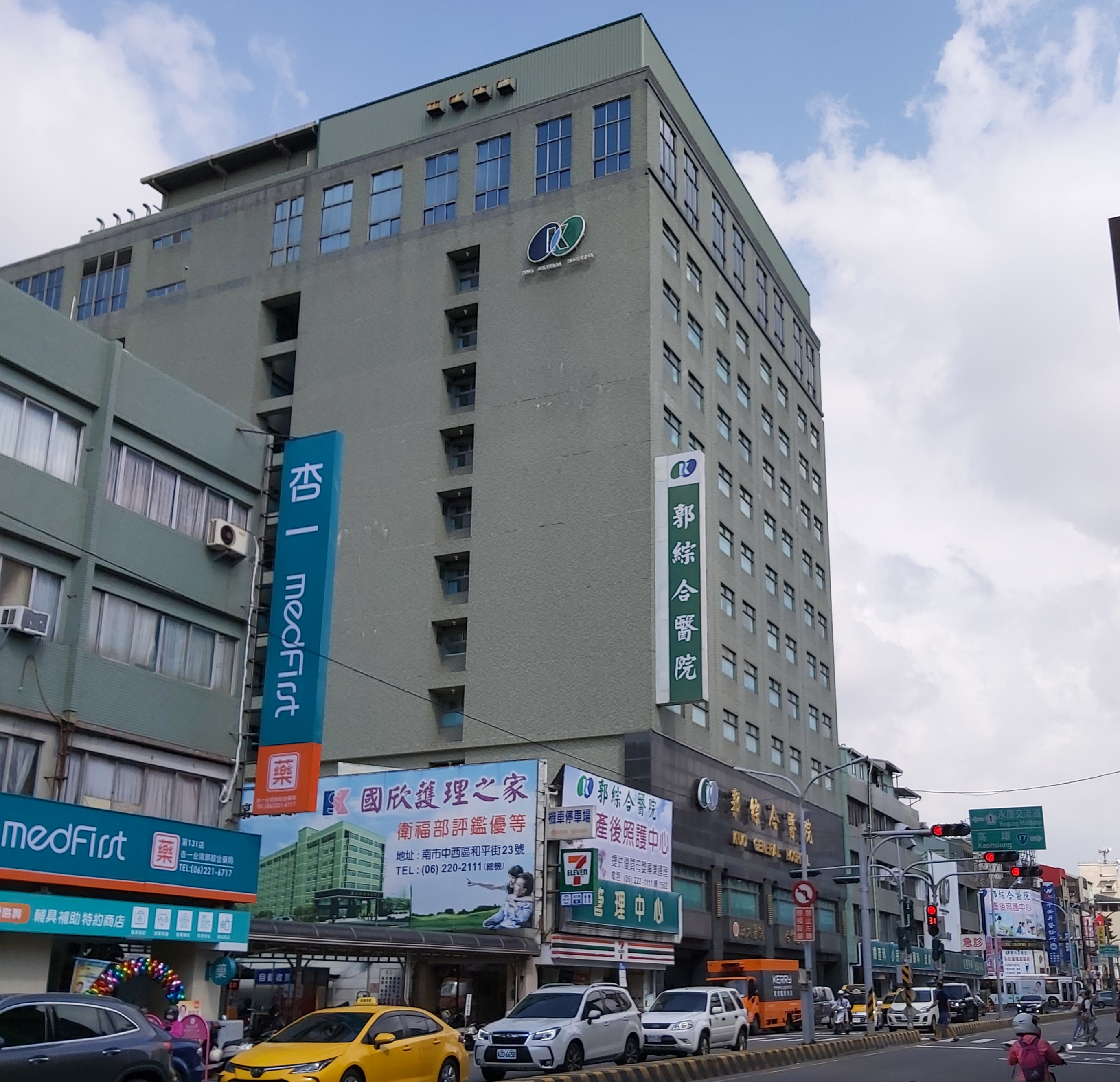
臺南市中西區私立郭綜合醫院

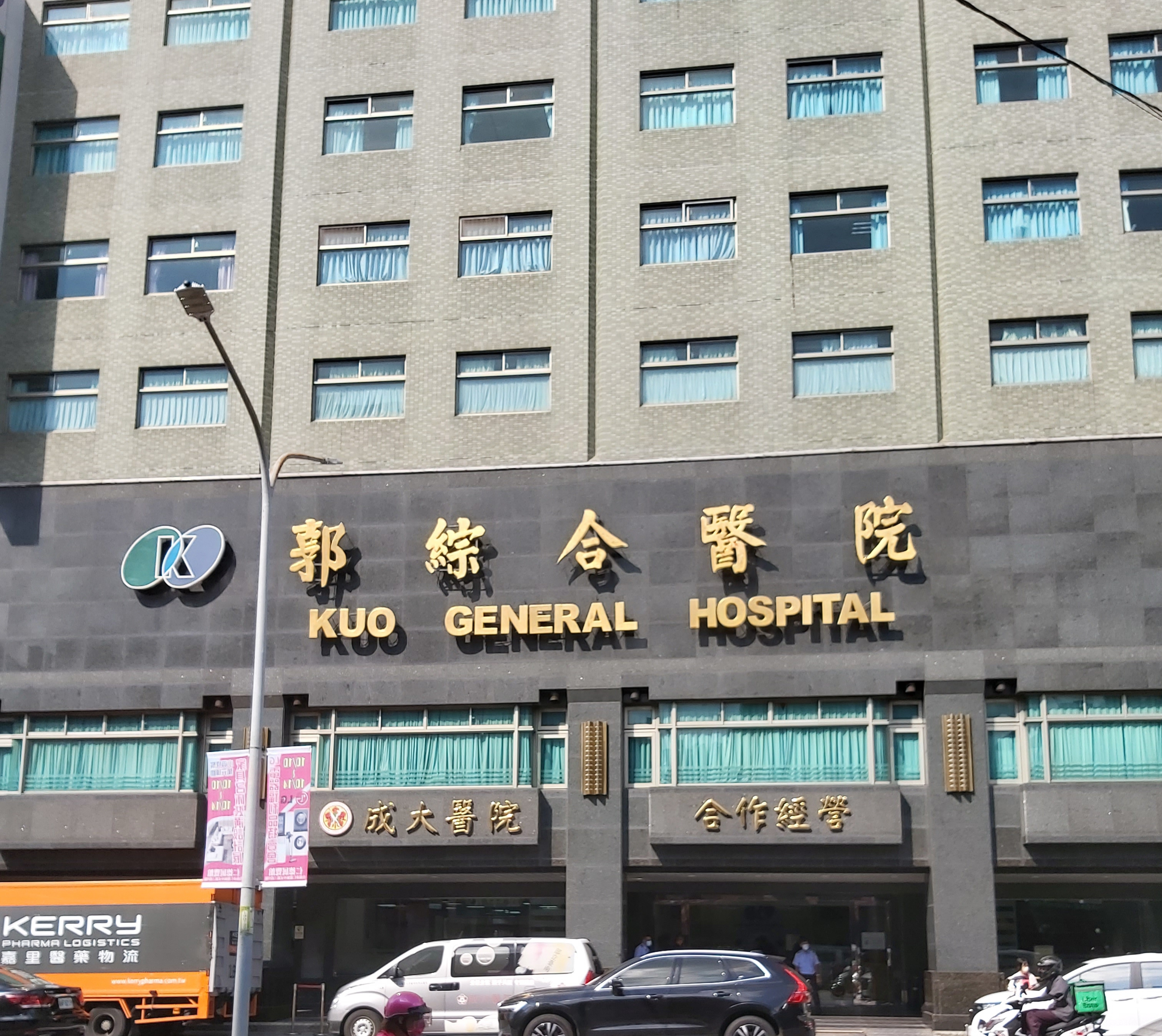
郭綜合醫院大門，由國立成功大學醫學院附設醫院合作經營

郭國銓（1928年1月27日—2012年6月25日），臺灣婦產科名醫與醫療事業家，曾擔任臺南市醫師公會理事長以及中華民國醫師公會全聯會、臺灣婦產科醫學會、成杏基金會等機構的常務理事，同時出任臺南扶輪社第40屆社長與實踐大學董事長達23年，為臺南市私立郭綜合醫院的創辦人。

## 生平
郭國銓生於臺灣日治時期的臺南州臺南市，父郭松桔從商與母蘇取育有16名兒女，四名夭折後剩下七子五女，郭為長子。1945年自臺南一中畢業赴臺大醫學院就讀至1953年完成學業後服務於臺大醫院婦產科。1957年前往日本東京大學攻讀博士學位，於兩年內以「白血球免疫學理論」論文取得學位，該論文後成為醫界器官移植手術的重要參考文獻。1958年返臺於故里成立「郭婦產科醫院」，1968年增設「遠東治癌醫院」強化醫療陣容。1987年將兩院合併為「郭綜合醫院」，至今全臺南縣市的出生嬰兒每十位即有一位於其醫院誕生。
1979年起擔任實踐大學董事長達23年，後任名譽董事長。
2000年，醫院由長子郭宗正繼承，郭國銓出任醫療體系總裁，於76歲時封刀後持續抽空服務。郭的學徒有超過百位專科醫師，分散在全國各大醫院服務，多人曾任職醫院院長。晚年於同窗畫家沈哲哉和老友戴峰照的鼓勵下習畫，其繪畫作品多次入選法國藝術家沙龍並於巴黎大皇宮展出；長子郭宗正曾獲法國獨立沙龍獎，參與10多次畫展並曾受邀擔任美術比賽評審。2010年11月，郭獲頒「臺灣醫療典範獎」。
2012年6月25日，郭國銓因心臟病突發辭世，享壽85歲。同年7月8日於臺南市立殯儀館崇德廳舉辦公祭，由總統馬英九親頒褒揚令，全文如下：

　　實踐大學名譽董事長、臺南市郭綜合醫院總裁郭國銓，智蘊敏茂，熙怡通達。少歲卒業國立臺灣大學醫學系，旋負笈遊日，獲東京大學醫學博士學位，新知淹貫，迭擅英華。遄返國門，志切原鄉，爰草創郭婦產科醫院，設置遠東治癌醫院，強化專科湛深職能，營造婦女診驗空間；汲引先進儀器設備，完善早療救治復健，篳路藍縷，碩畫籌謨；輸暖掬誠，視病猶親。復合併改制郭綜合醫院，推展優質服務管理，建構臨床醫學研析，洞見癥結，提升醫療水準；涵濡啟迪，悉力栽植後進，金針度人，杏林蜚聲。嗣成立榕華社會福利慈善事業暨國欣教育基金會，曾獲頒臺灣醫療典範獎殊榮，齎助困蹇病患，獎掖貧寒學子，康濟博施，潛心公益；術妙望隆，卓蜚清譽。綜其生平，五十載惠澤溥於黎庶，半世紀功業著乎府城，懷才抱德，嘉聞令績；芳猷懿行，馨垂蓬島。遽聞溘然辭世，悼惜殊殷，應予明令褒揚，用示政府篤念耆賢之至意。

總　　　統　馬英九　　　　

行政院院長　陳　冲　　　　

郭國銓遺體火化後骨灰奉安於臺南市竹溪寺，部分骨灰移靈至日本東京的郭氏墓園供定居日本的後人祭祀。

## 公益
1998年與2008年，郭與妻子成立「榕華社會福利慈善基金會」及「國欣教育基金會」兩財團法人基金會從事救濟傷殘貧困、發放清寒學生獎學金以及大型義診等社會公益活動。

## 家庭
郭國銓的妻子郭林欣欣為高雄橋頭區仕隆人，生於1933年，為中國國民黨副主席林澄枝的長姐。1956年郭與妻子結婚，證婚人為時任臺大醫學院院長杜聰明，介紹人分別為臺大醫院院長高天成和省府秘書長謝東閔。郭創辦醫院時妻子也身兼秘書、總務、護士三職於醫院服務。兩人育有六子，從醫者有長子郭宗正主治不孕症、次子郭宗明主治婦產科、三子郭宗佐主治耳鼻喉科、五子郭宗德主治心臟內科與六子郭宗宏主治外科，除長子與六子為慶應大學醫學博士之外其餘全員皆為東京大學醫學博士。郭的次子、五子與六子三人於東京行醫，合力在當地開設「鳳凰醫療中心」主治各自專業科別。另有四子郭宗佑為慶應大學經濟學博士。包含郭自己與主治神經內科的次媳梶谷明代在內，郭氏全族一共孕育出八位醫學博士。其七名孫子女目前已有四位分別在日本東京和臺灣的醫學院就讀，長子郭宗正與長媳蘇玟慧的長女郭正雅自醫學系畢業後已於臺大醫院擔任住院醫師、子郭正彥則就讀於醫學大學醫學系。2007年妻郭林欣欣獲選為臺南市模範母親。

## 外部連結
- 郭綜合醫院官網 （页面存档备份，存于）